# Quijada
La quijada (in spagnolo "mandibola") o mandibola di asino è uno strumento musicale (propriamente un idiofono) latino-americano, particolarmente diffuso in Perù, Messico e Costa Rica e Repubblica Dominicana. Di origini africane, costituito da una mandibola di asino usata come percussione. In Louisiana lo strumento è noto come jawbone ("mandibola" in inglese).
A volte è "ornata" con piccoli sonagli. Si suona tenendola con la sinistra e strofinando i denti con la destra.
La sua variante moderna si chiama vibraslap.